# 円理
円理（えんり）は、和算における、円周・曲線の長さや円の面積、球の体積といった、円や弧に関する計算方法や、そこから派生した各種の理論である。
江戸時代初期の日本では、円周率を3.16として円周の長さ等を求める手法などが見られたが、その値自体が不正確であることからも窺えるように、数学的に探求されたものとは言えない状況であった。そういったこともあり、円周率の理をつまびらかにすることが、この分野の最初の研究であった。「円理」という言葉を初めて用いたのは、沢口一之で、寛文11年（1671年）に著した『古今算法記』でこの言葉を用い、これを知ることの難しさを指摘している。実際に円理の研究の先駆者として知られているのは今村知商・村松茂清であった。続く関孝和は、円に内接する正131072角形の周長を計算し、そこから円周率が355/113 (≒3.1415929) に近い値であることを求め、最終的には円周率を小数第10位まで正確な値で求めることに成功した。そこから円積率・玉率もほぼ正確に求まった。
その後、建部賢弘は弧長を s、直径を d、矢を c とすると、半弧 s/2 が c と d の無限級数で表せることを導いた。さらに松永良弼・久留島義太によって、逆三角関数・三角関数の無限級数展開の公式が作られた。安島直円は円柱の相貫体の体積を二重級数で示し、円弧の長さを求めるのに弦を等分するなどの方法を考え出した。幕末になると、和田寧は円理の研究から微分法・積分法に関する表（円理表）を多数作成した。これによりカテナリー曲線・サイクロイドなど種々の曲線が計算によって求まるようになった。
ただしそういった一方で、以上のような数学的な発展が市民のうちで行われる算術に適切に反映するような広まりを見せなかったこともまた和算の歴史上の事実である（ 円周率#和算における円周率の取り扱い などを参照のこと）。